# Уоррен, Лесли
Ле́сли Юджи́н Уо́ррен  (англ. Leslie Eugene Warren; род. 15 октября 1967 года, Кандлер, штат Северная Каролина) — американский серийный убийца, совершивший серию из, как минимум 3 убийств женщин в период с 26 августа 1989 года по 26 июля 1990 года  на территории штатов Северная Каролина, Южная Каролина. В октябре 1995 года Уоррен был приговорен к смертной казни на территории штата Северная Каролина. Лесли Уоррен признал свою вину в совершении убийства девушки на территории штата Нью-Йорк, которое произошло 15 мая 1987 года, но за совершение этого преступления он не был осужден. Обладая приятной внешностью и выраженной харизмой, Лесли Уоррен без всяких усилий завоевывал расположение и симпатию многих своих жертв, благодаря чему получил от полиции и СМИ прозвище «Убийца с детским лицом» (англ. «The Babyface Killer»).

## Биография
Лесли Уоррен родился 15 октября 1967 года в городе Кандлер (штат Северная Каролина) в семье Дагласа Уоррена и Филлис Уэст. Был старшим ребенком в семье из двух детей. Уже с ранних лет Лесли начал демонстрировать признаки антисоциальности. В возрасте 3 лет у него были диагностированы признаки аутизма. Будучи ребёнком, он испытывал трудности при установлении эмоционального контакта с внешним миром и с окружающими его людьми. Детство и юность Лесли провел в социально неблагополучной обстановке. После рождения его брата Лэрона в 1970 году, отец Лесли Уоррена из-за материальных трудностей стал демонстрировать признаки психического расстройства и подвергать членов семьи агрессии. В 1971 году 4-летний Лесли стал свидетелем того, как отец поджег их семейный трейлер, в результате чего его мать и брат чуть не погибли во время пожара. После инцидента мать Уоррена ушла от его отца и вместе с детьми переехала жить к родственникам. В июле 1973 года родители Лесли развелись. В течение нескольких месяцев после развода его отец преследовал и подвергал нападениям его мать, после чего она обратилась в полицию и подала на него в суд. На основании судебного вердикта, в декабре 1973 года мать Уоррена получила полную опеку над детьми, а в отношении его отца суд издал запретительный судебный приказ, предписывающий Дагласу Уоррену воздерживаться от приближения к жене и детям. В сентябре 1974 года Лесли начал посещать начальную школу «Candler’s Emma Elementary School», где вскоре вступил в конфликт с одноклассниками и вынужден был регулярно посещать школьного психолога. В школьные годы Уоррен не испытывал интереса к учебному процессу и не увлекался спортом, вследствие чего не был популярен в школе. В 1981 он начал посещать школу «Erwin High School». В этот период он вступил в конфликт со своей матерью, вследствие чего постоянно пребывал в стрессе и его успеваемость резко снизилась. Школьный психолог после нескольких бесед с Лесли заявил, что Уоррен нуждается в госпитализации и прохождении курса психотерапии. В конце 1981 года психическое состояние Уоррена резко ухудшилось. Он начал злоупотреблять прогулами и много свободного времени проводить на улице в обществе лиц, ведущих криминальный образ жизни. В этот период он совершил несколько краж, был замечен в употреблении наркотических средств и занимался вымогательством в отношении сверстников с применением угроз физического насилия. В январе 1982 года Лесли Уоррен был арестован полицией по обвинению в вандализме, после чего он был исключен из школы и направлен на проведение судебно-медицинской экспертизы в психиатрическую клинику «Blue Ridge Health Center». По результатам экспертизы у него было диагностировано шизоидное расстройство личности, был назначен курс лечения. После прохождения лечения психическое здоровье Лесли Уоррена улучшилось. Он был выписан из психиатрической клиники и в сентябре 1982 продолжил обучение в школе «Enka High School», однако спустя 33 дня был исключен из нее, так как не посетил 20 учебных дней. В начале октября того же года мать Уоррена обнаружила в его комнате марихуану, после чего между ними снова произошел конфликт, в ходе которого Лесли ушел из дома. На следующий день он вернулся в дом, где в отсутствие матери совершил нападение на соседку по имени Беттси Пресли. Угрожая ей оружием, он завел девушку в подвал его дома, где связал ее. В этот момент в доме Уоррена появился двоюродный брат Пресли, который придя к ней домой, обнаружил ее отсутствие и отправился на ее поиски. После того, как Беттси Пресли была обнаружена своим двоюродным братом, между ним и Уорреном завязалась борьба, в ходе которой Уоррен выстрелил в молодого человека из револьвера и сбежал с места преступления. Брат Прессли получил касательное ранение пулей, выпущенной из револьвера, вследствие чего остался в сознании, освободил от пут Беттси Пресли и позвонил полицию. Лесли Уоррен был арестован 4 октября 1982 года. Во время допроса он полностью признал свою вину, после чего в ожидании судебного процесса был помещен в учреждение для несовершеннолетних преступников «Buncombe Co. Detention Center». В ноябре 1982 года он совершил попытку самоубийства, пытаясь повеситься в своей камере. После инцидента он был доставлен в психиатрическую клинику, где снова прошел назначенный курс ему лечения. После того, как его психическое состояние улучшилось, Уоррен был осужден за похищение Беттси Пресли и попытку убийства ее брата, но как несовершеннолетний получил в качестве уголовного наказания незначительный срок лишения свободы и отбывал его в учреждении для малолетних преступников под названием «Juvenile Evaluation Center», где он находился до октября 1985 года, до достижения своего совершеннолетия. После освобождения Лесли Уоррен вернулся в Кандлер, где некоторое время проживал вместе со своей матерью. 4 апреля 1986 года Уоррен завербовался в Армию США. Он был направлен на военную базу Форт-Беннинг (штат Джорджия), где в течение нескольких месяцев проходил обучение и получил впоследствии звание специалиста. В этот период он женился на девушке по имени Трейси Брэдшоу, которая в браке родила ему двух сыновей. В конце 1986 года Лесли Уоррен был причислен к 10-й горнопехотной дивизии, после чего покинул Форт-Бенинг и отправился на территорию штата Нью-Йорк, где продолжил военную службу на военной базе Форт-Драм.

## Серия убийств
15 мая 1987 года Уоррен по версии следстия убил 20-летнюю Пэтси Виньярд. Девушка была женой Майкла Виньярда, который был сослуживцем Уоррена на военной базе Форт-Драм. В середине мая Майкл Виньярд отправился на двухнедельные учения, после чего Уоррен начал встречаться с его женой. 15 мая во время очередного свидания после совместного употребления наркотических средств, Уоррен изнасиловал и задушил Пэтси Виньярд. Труп убитой Уоррен сбросил  в воды реки Блэк-Ривер недалеко от гавани Сакетс (штат Нью-Йорк). 25 февраля 1988 года Уоррен был задержан военной полицией за самовольное отлучение из военной части. Он подвергся дисциплинарному взысканию с содержанием на гауптвахте до 75 суток и был понижен в звании до рядового 1-го класса. 28 апреля 1988 года Лесли Уоррен получил направление продолжить дальнейшую воинскую службу на территории военной базы Форт-Бенджамин (штат Индиана), однако узнав об этом, Уоррен снова самовольно покинул территорию военной базы и отправился в Нью-Йорк, где прожил лето 1988 года в приютах для бездомных и вынужден был много свободного времени проводить среди лиц, ведущих маргинальный образ жизни. В этот период он снова увлекся наркотическими веществами. 17 июня 1988 Уоррен был уволен из Армии США и ему был присвоен статус дезертира. В конце июня Лесли покинул территорию штата Нью-Йорк и отправился в Филадельфию (штат Пенсильвания), где вкоре был арестован по обвинению в бродяжничестве. Отбыв уголовное наказание в местной окружной тюрьме, осенью 1988 года Уоррен вместе с женой и ребенком переехал на территорию штата Южная Каролина. Семья обосновалась в городе Кандрум, где между супругами вскоре начались ссоры из-за наркотической зависимости Уоррена, вследствие чего через несколько недель после переезда в Кандрум, Уоррен бросил семью и вернулся в город Кандлер (штат Северная Каролина), где проживала его мать. Оказавшись в Кандлере, Лесли нашел работу кассира в магазине, расположенном недалеко от дома его матери и записался на 3-месячную программу обучения вождению грузовых автомобилей.
10 марта 1989 года Уоррен окончил обучение вождению грузовых автомобилей и устроился водителем в компании «AM-CAN». Летом 1989 года к Уоррену вернулась жена, которая провела вместе с ним в доме его матери несколько недель, после чего снова вернулась на территорию штата Южная Каролина. В конце лета того же года жена Лесли заявила ему о том, что беременна вторым ребенком, после чего подала на развод и иск о взыскании с него алиментов. 26 августа 1989 года Лесли Уоррен встретил на одной из дорог 42-летнюю Велму Фэй Грей, которая попала в дорожно-транспортное происшествие. Под предлогом оказания помощи, Уоррен заманил ее в свой автомобиль и отвез в лесистую местность, где совершил на нее нападение, в ходе которого избил ее и задушил. Труп жертвы Уоррен сбросил в воды озера Боуэн. 25 декабря 1989 года Лесли Уоррен встретился с 39-летней женщиной по имени Джейми Хёрли, которая являлась его школьной учительницей, с которой у него вскоре начались интимные отношения.  24 мая 1990 года Уоррен после совместного употребления кокаина с Джейми Херли, совершил на нее нападение, в ходе которого задушил ее. На следующий день Лесли признался в совершении ее убийства  своему брату Лэрону Уоррену, после чего Лэрон помог Лесли похоронить тело Херли. 26 мая 1990 года отец Джейми Херли обратился в полицию по поводу исчезновения своей дочери, заявив что Лесли Уоррен является последним человеком, кто видел ее живой. 28 мая Уоррен был задержан полицией. В ходе допроса он заявил о своей непричастности к исчезновению девушки. Во время осмотра салона его автомобиля, полиция обнаружила сумочку убитой девушки. Так как на тот момент, тело Джейми Херли не было обнаружено, Уоррену было предъявлено обвинение в краже ее сумочки и обвинение в непредоставлении прав собственности на автомобиль.
6 июня 1990 года, дедушка Уоррена заплатил за него 1000 долларов в качестве залога и Лесли был отпущен на свободу, ожидая начала судебного процесса.  В этот период он признался своей жене в совершении убийства Джейми Херли и своей матери в совершении убийства Пэтси Виньярд. Через два дня, 8 июня мать Лесли позвонила в полицию и сообщила сотрудникам правоохранительных органов о причастности своего сына к совершению убийства Виньярд, после чего началось расследование и Уоррен вошел в число основных подозреваемых. Судебный процесс по делу кражи личного имущества Джейми Херли открылся 10 июля 1990 года. На следующий день, он украл мотоцикл фирмы «Kawasaki» черного цвета и отправился в поездку по территории штата. 13 июля 1990 года в одном из баров города Хай-Поинт он встретил девушку по имени Терри Куимби и снял номер в одном из мотелей города. Лесли был знаком с Терри Куимби, ранее выступал с ее братом за местную любительскую команду по софтболу и неоднократно бывал в ее доме. 15 июля Терри Куимби пригласила Уоррена на пикник, где присутствовали ее дети, ряд родственников и друзей. Во время пикника  Уоррен познакомился с ее подругой по имени Кэтрин Джонсон, студенткой Университета Северной Каролины. После совместного употребления алкогольных напитков, Уоррен и Джонсон провели несколько часов в номере отеля, где проживал Лесли, после чего днем 16 июля на территории заброшенного футбольного поля, Уоррен изнасиловал девушку и задушил. После совершения убийства, Лесли поместил тело девушки в салон автомобиля, который припарковал возле отеля, где проживал, после чего скрылся. Труп убитой вскоре был обнаружен персоналом мотеля, который обратился в полицию. На следующий день, 7 июля полиция провела пресс-конференцию, на котором объявила что Лесли Уоррен является подозреваемым в совершении как минимум четырех убийств. После этого в полицию обратился его брат, который признался в том, что помогал избавиться Лесли от трупа Джейми Херли и показал сотрудникам правоохраниельных органов местоположение ее захоронения. Лесли Уоррен был арестован 21 июля 1990 года в доме Терри Куимби. Во время ареста он не оказал сопротивления сотрудникам полиции. После ареста Лесли Уоррен признал свою вину в совершении убийств, стал сотрудничать со следствием и дал признательные показания по каждому эпизоду. Уоррен заявил, что помимо известных убийств следствию, он совершил еще четыре убийства. Согласно свидетельствам Лесли Уоррена, в августе 1988 года он убил девушку латиноамериканского происхождения по имени Мэри, тело которой закопал в поле. Летом 1989 года, работая водителем грузовиком, Уоррен якобы посадил в свой автомобиль молодого человека по имени Рональд, который путешествовал автостопом. Уоррен утверждал, что убил его на территории штата Теннесси, после чего похоронил его тело в лесистой местности. Еще два убийства согласно свидетельствам Уоррена, он совершил в 1989 году на территории города Эшвилл, убив двух мужчин во время сделки по продаже наркотиков. Убийство Пэтси Виньярд по словам Уоррена было непредумышленным. Он настаивал на том, что не планировал убивать девушку и она умерла в результате несчастного случая из-за передозировки кокаина.

## Суд
После ареста Уоррену были предъявлены обвинения в совершении четырех убийств  на территории трех штатов штатах. В конце 1990 года ряд высокопоставленных чиновников  правоохранительных органов из  штатов Северная Каролина, Южная Каролина и Нью-Йорк встретились, чтобы спланировать стратегию судебного преследования Лесли Уоррена.  В конечном итоге было принято решение провести первый судебный процесс на территории штата Южная Каролина по обвинению его в совершении убийства 42-летней Велмы Грей, после чего экстрадировать его на территорию штата Северная Каролина для судебных процессов по другим обвинениям. 23 августа 1991 года Уоррен был экстрадирован на территорию штата Южная Каролина. По ходатайству его адвокатов была проведена судебно-медицинская экспертиза, по результатам которой в апреле 1992 года он был признан вменяемым. Судебный процесс по обвинению его в убийстве Велмы Грей открылся 13 апреля 1993 года и продлился всего два дня. Уоррен полностью признал свою вину, на основании чего 15 апреля того же года получил в качестве уголовного наказания пожизненное лишение свободы, после чего был возвращен обратно на территорию штата Северная Каролина. Судебный процесс по обвинению Уоррена в убийстве 39-летней Джейми Херли открылся в начале 1995 года. На основании изобличающих улик и признательных показаний Лесли Уоррена в совершении преступлений, суд признал его виновным по всем инкриминируемым ему пунктам, после чего 6 октября 1995 года приговорил его к смертной казни. После окончания судебного процесса, Заместитель окружного прокурора Джефферсон (штат Нью-Йорк) заявил, что Лесли Уоррен остается основным подозреваемым в совершении убийства 20-летней Пэтси Виньярд, но он не будет судим по этому обвинению, так как был приговорен к смертной казни и в случае осуждения за совершение убийства Виньярд уже не сможет получить более сурового уголовного наказания. В начале 1996 года Уоррен предстал перед судом по обвинению в совершении убийства Кэтрин Джонсон. В конце марта 1996 года, вердиктом жюри присяжных заседателей, которые совещались 75 минут, Уоррен был признан виновным в совершении убийства, после чего получил свой второй смертный приговор. Во время вынесения приговора Уоррен сохранял полное хладнокровие и не проявил никаких эмоций. Во время двухнедельного судебного разбирательства его адвокаты настаивали на вынесении ему уголовного наказания в виде пожизненного лишения свободы на основании того факта. что во время совершения убийства находился в состоянии алкогольного опьянения и вследствие должен был быть осужден по менее строгому обвинению в совершении убийства второй степени.

## В заключении
После осуждения Лесли Уоррен был этапирован в камеру смертников тюрьмы «Central Prison», где дожидался исполнения своего смертного приговора. После осуждения он в содействии со своими адвокатами подал апелляцию на отмену своего смертного приговора, но в 1998 году апелляция была отменена. В августе 42-летний Лесли Уоррен вместе со 146 осужденными, приговоренных к смертной казни на территории штата Северная Каролина подал ходатайство об отмене своего смертного приговора и назначении ему  в соответствии с «Законом Северной Каролины о расовой дискриминации  2009 года», который был принят штатом на основании результатов исследования, проведенного в отношении судебной системы штата Северная Каролина. По результатам исследования было установлено, что в течение десятилетий суды штата выносили смертные приговоры в отношении лиц, совершивших тяжкие преступления против лиц с белым цветом кожи в 2.5 чаще, чем в отношении лиц, совершивших преступления в отношении темнокожих граждан. Согласно положениям принятого закона, это обстоятельство могло считаться достаточным доказательством того, что Уоррен,  чьи жертвы являлись девушками и женщинами с белым цветом кожи, пострадал от расовой дискриминации и имел право избежать смертной казни и быть приговоренным к пожизненному заключению без права на условно-досрочное освобождение. Однако в конечном итоге ходатайство Уоррена было отклонено, так как апелляционный суд посчитал что Лесли Уоррен получил справедливый суд и его осуждение не было отмечено фактами расовой предвзятости, так как во время суда принимались во внимание факты и обстоятельства конкретных убийств, как и их количество, а не расовый состав жертв.
По состоянию на ноябрь 2023 года, 56-летний Лесли Уоррен жив и продолжает находиться в камере смертников тюрьмы «Central Prison» (штат Северная Каролина).